# Predrag Kovačević
Predrag Kovačević (* 25. September 1982 in Loznica, Serbien) ist ein serbischer Boxer im Superweltergewicht. In 18 Profikämpfen siegte er 17 Mal und gewann unter anderem den Weltmeistertitel der WBU im Superweltergewicht.